# Angraecum rhizomaniacum
Angraecum rhizomaniacum är en orkidéart som beskrevs av Rudolf Schlechter. Angraecum rhizomaniacum ingår i släktet Angraecum och familjen orkidéer. Inga underarter finns listade i Catalogue of Life.